# Toshitaka Tsurumi
Toshitaka Tsurumi (鶴見 聡貴 Tsurumi Toshitaka?), född 22 december 1986 i Kanagawa prefektur, är en japansk före detta fotbollsspelare.
Tsurumi började sin karriär 2005 i Shonan Bellmare. 2007 flyttade han till Gainare Tottori. Han spelade 137 ligamatcher för klubben. Efter Gainare Tottori spelade han för Nara Club och Maruyasu Okazaki. Han avslutade karriären 2016.